# Vally Weigl
Vally Weigl   (Viena, 11 de setembre de 1894 - Nova York, 25 de desembre de 1982) va ser una compositora i musicoterapeuta austro-americana.

## Biografia
Era la primera filla d'una parella jueva, l'advocat Josef Pick (1849, Náchod - 1926, Viena) i la seva esposa Charlotte "Lotte", née Rubinstein (1871, Galați - 1939, Viena). La seva germana menor era l'economista austríaca, activista de drets de la dona, periodista i política Käthe Leichter.
Vally va prendre classes de piano a la infància i va estudiar musicologia a la Universitat de Viena. Va estudiar piano amb Richard Robert, composició amb Karl Weigl i musicologia amb Guido Adler.
Vally es va casar amb Karl Weigl el 1921 i després que els nacionalsocialistes prenguessin el poder a Àustria el 1938, la parella va emigrar amb el seu fill als EUA amb ajuda de la Quaker Society of Friends. A Nova York, Weigl va treballar com a professora i compositora de música, i una subvenció del "National Endowment for the Arts" li va permetre compondre i gravar Natures Moods, la Nova Anglaterra Suite i quatre cicles de cançons. Després d'obtenir el màster a la Universitat de Colúmbia, també va treballar com a terapeuta musical i es va convertir en cap de terapeuta mèdica al "New York Medical College". També va impartir classes a la "Roosevelt Cerebral Palsy School". Vally va dirigir projectes de recerca a la divisió psiquiàtrica de l'hospital Mount Sinai i a la llar hebrea per als envellits, i als anys cinquanta va publicar diversos articles en el camp de la teràpia musical. Va morir a la ciutat de Nova York el 1982.
Una biografia de Vally Weigl titulada Give Them Music va ser publicada per Elena Fitzthum & Primavera Gruber (Edició Praesens, 2003, ISBN 9783706901918).

## Treballs
Vally Weigl va compondre un gran nombre d'obres per a orquestra i per a instruments solistes. Va gaudir d'una extensa discografia. Les obres seleccionades inclouen:
- Toccatina pour piano
- Nature Moods per a tenor, clarinet i violí
- Nova Anglaterra Suite per a clarinet, violoncel i piano
- Cançons de record (Poèmes d'Emily Dickinson)
- Estimada terra per baríton, trompa, violí, violoncel i piano, paraules de Frederika Blankner
- Trobades breus per a clarinet, trompa, fagot i oboè
- Songs of Love and Leaving per a mezzo-soprano, baríton, clarinet i piano, paraules de Carl Sandburg
- Ecos de Poemes
- Suite lírica per a veu, piano, flauta i violoncel
- Cançons de "Don't Awake Me"
- Cançons de "No Boundary" per a veu, piano, flauta i violoncel
- Cançons Vistes recentment al capvespre
- Cançons de record
- Rèquiem per Allison
- A Springtime pour voix et piano
- nçons de "No Boundary" pour voix, piano, flûte i violoncelle
- Oiseau de la vie pour flûte
- Lyrical Suite pour voix, piano, flauta i violoncelle
- Old Time Burlesque pour piano i piano